# プログラマブル表示器
プログラマブル表示器(プログラマブルひょうじき)は、主に産業用やファクトリーオートメーション（FA）用の機械製造やプラントなどの生産ラインにおける機械や設備をコントロールするコンピュータ機能を有する表示・操作端末である。1988年にプログラマブルコントローラのマンマシンインタフェースとして、日本国内で株式会社デジタルによって初めて開発された。
具体的にはタッチパネルで操作・表示を行うパネルマウント型の表示盤のこと。タッチパネルディスプレイと同義である。近年では表示や操作だけではなく、各種通信・ネットワーク機能、データ入出力機能を備え、PLCや周辺機器を監視・操作できる装置の中心となるGatewayの役割を持つようになっている。

## JISによる定義
『表示部，操作部，外部接続機器とのインタフェース及びユーザプログラムメモリを備え，画面設計者が作成したアプリケーションプログラムを，オペレータが目的に沿って設定したり，動作させることができる電子式操作表示器。』と定義されている。